# Dick Turpin's Ride to York (film 1906)
Dick Turpin's Ride to York è un cortometraggio muto del 1906 diretto e interpretato da Lewin Fitzhamon. Prodotto dalla Hepworth, fu il primo film britannico a un rullo.
La storia del film si basa su una leggendaria fuga di Dick Turpin, un bandito vissuto in Inghilterra dal 1705 al 1739, il quale avrebbe coperto i 320 chilometri che separano Londra da York in una sola notte in groppa al suo fedele cavallo nero Bess.

## Trama
Il bandito Dick Turpin entra in un villaggio al chiar di luna e mette a soqquadro il placido paesino quando viene sorpreso nella locanda da un gruppo di poliziotti. Dick, aiutato da una graziosa cameriera, riesce a fuggire, ma la fuga non è finita.

## Produzione
Il film fu prodotto dalla Hepworth.

## Distribuzione
Distribuito dalla Hepworth, il film - un cortometraggio in una bobina - uscì nelle sale cinematografiche britanniche nel maggio 1906. Nel luglio 1907, la Williams, Brown and Earle lo distribuì sul mercato americano con il titolo Dick Turpin.